# Calvaire (Hillion)

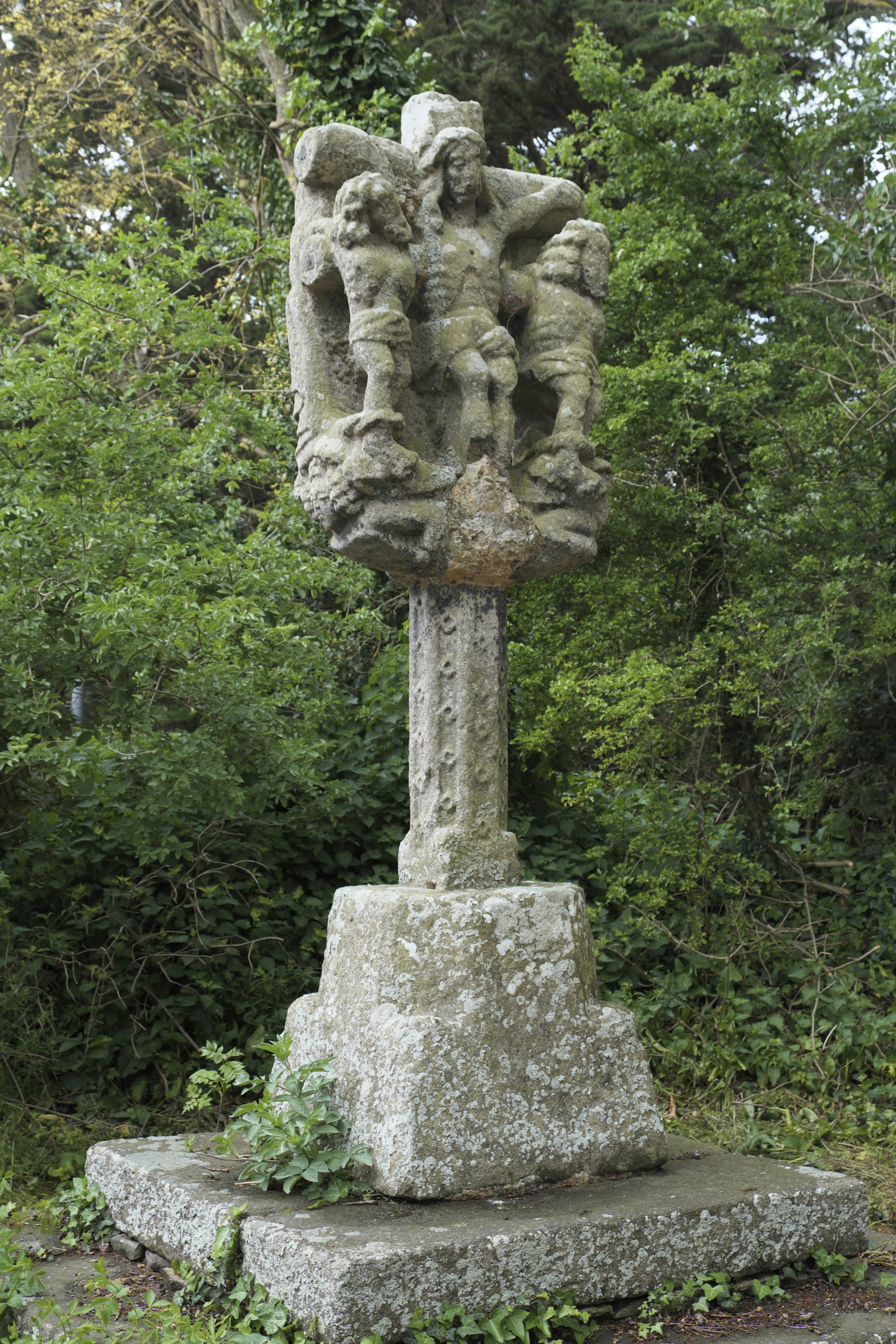
Calvaire in Hillion

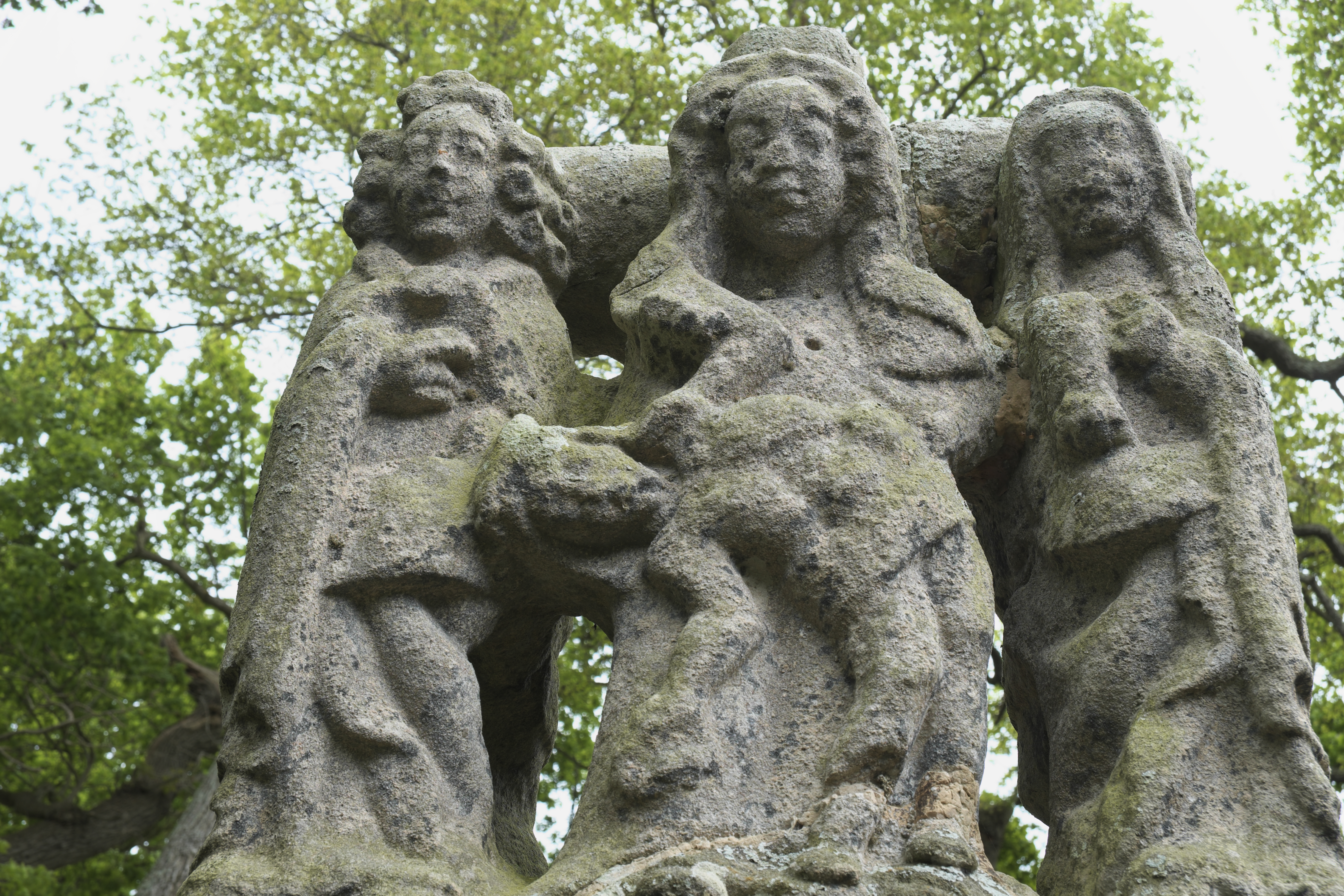
Rückseite mit Pietà, dem Apostel Johannes und Maria Magdalena

Der Calvaire (auch als Croix de Bonabry bezeichnet) in Hillion, einer französischen Gemeinde im Département Côtes-d’Armor in der Region Bretagne, wurde Anfang des 17. Jahrhunderts errichtet. Der Calvaire aus Granit steht östlich des Ortes in der Nähe der Route départementale 34. Er wurde im Jahr 1951 als Monument historique in die Liste der Baudenkmäler in Frankreich aufgenommen.
Der Calvaire steht auf einer zweistufigen Basis mit einem viereckigen, ebenfalls zweistufigen Sockel. Der achteckige Schaft ist kanneliert und zwischen jeder Kannelur mit einem Band aus kleinen Rauten geschmückt.
Der gekreuzigte Christus ist mit angewinkelten Knien zwischen den beiden Schächern dargestellt. Der gute Schächer an der linken Seite hat den Kopf leicht angehoben und blickt zu Christus. Der andere Schächer hat seinen Körper von Christus abgewendet.
Auf der Rückseite des Kreuzes ist eine Pietà angebracht: Maria hält auf den Knien ihren toten Sohn, dessen steifer Körper einen Halbkreis beschreibt. Zu ihrer Rechten steht der Apostel Johannes, zu ihrer Linken die heilige Maria Magdalene mit Salbgefäss. Zwei Engel mit Wappen stützen die Konsole. Das linke Wappen, das die gleichen Rauten wie auf dem Schaft zeigt, ist das Wappen der Familie Rohan.